# Karl-Heinrich Lütcke
Karl-Heinrich Lütcke (* 20. Februar 1940 in Schleswig) war von 1990 bis 2005 Propst und Theologischer Leiter im Konsistorium der Evangelischen Kirche Berlin-Brandenburg-schlesische Oberlausitz bzw. bis 2004 ihrer Vorgängerin, der Evangelischen Kirche in Berlin-Brandenburg. In dieser Funktion war er intensiv am Prozess des Zusammenwachsens von Ost und West in der Landeskirche beteiligt.

## Leben
Lütcke studierte in Berlin, München und Zürich Klassische Philologie und Evangelische Theologie. Nach dem Staatsexamen in den Fächern Latein und Griechisch im Jahr 1964 promovierte er 1966 mit einer Arbeit über den auctoritas-Begriff bei Augustin und schloss 1968 in Tübingen das Theologiestudium ab. Nach einer kurzen Zeit als Vikar in Stuttgart-Fasanenhof und als Pfarrer in Sindelfingen-Eichholz war er von 1970 bis 1977 Studienleiter in der Vikarsausbildung der Evangelischen Landeskirche in Württemberg. 1977 wurde er als Abteilungsleiter für die Ausbildung der Theologen Oberkonsistorialrat im Berliner Konsistorium der Evangelischen Kirche in Berlin-Brandenburg (Bereich Berlin-West). 1990, als sich die Wiedervereinigung abzeichnete, die Evangelische Kirche in Berlin-Brandenburg aber noch in die Regionen West und Ost geteilt war, wurde er zum Vakanzverwalter des Propstamtes gewählt. Er übte dieses Amt nach der Vereinigung der beiden Regionen bis 1996 gemeinsam mit dem aus der Ost-Region stammenden Hans-Otto Furian aus, von 1996 bis 2005 war er Propst der Landeskirche und zugleich Stellvertreter des Bischofs. In den Jahren nach der Wiedervereinigung engagierte er sich stark für den Prozess des Zusammenwachsens von Ost und West in der Kirche und war auch an der Erarbeitung einer gemeinsamen Grundordnung für die Evangelische Kirche in Berlin-Brandenburg beteiligt. 
Von 1992 bis 2009 war Lütcke Vorsitzender des Instituts Kirche und Judentum, von 1999 bis 2005 Vorsitzender des Evangelischen Diakoniewerks Königin Elisabeth in Berlin-Lichtenberg, von 1992 bis 2004 Vorsitzender des Vereins Burckhardthaus e. V. Seit 2005 ist er als Propst im Ruhestand Vorsitzender des Aufsichtsrats der Paul Gerhardt Diakonie Berlin-Wittenberg e. V. und Vorsitzender des Vereins für Berlin-Brandenburgische Kirchengeschichte e. V.

## Veröffentlichungen (Auswahl)
- Auctoritas bei Augustin (= Tübinger Beiträge zur Altertumswissenschaft 44). Kohlhammer, Stuttgart 1968.
- Augustinus, De quantitate animae, eingeleitet, übersetzt und kommentiert. In: Augustinus, Philosophische Spätdialoge (hg. von Carl Andresen), Zürich 1973. (2. Aufl. 1986 unter dem Titel „Augustinus – Stufen des Denkens“).
- Contentanalyse und Homiletik. In: Die Predigt bei Taufe, Trauung und Begräbnis – Inhalt, Wirkung und Funktion. Eine Contentanalyse (hg. Von der Homiletischen Arbeitsgruppe Stuttgart–Frankfurt), München 1973. S. 53–84.
- Die Trauung. In: Bastian/Emeis/Krusche/Lütcke: Taufe, Trauung und Begräbnis. München 1978, S. 67–129.
- Der Berliner Dom und der Berliner Protestantismus. In: Wilhelm Gräb, Birgit Weyel (Hrsg.): Praktische Theologie und protestantische Kultur. Gütersloh 2002, S. 167–178.
- Trennung von Staat und Kirche. Konflikte und Entwicklungen in Berlin seit 1918. In: Jahrbuch für Berlin-Brandenburgische Kirchengeschichte 66, 2007, S. 129–156.
- Verschieden und doch vereint. Das Zusammenwachsen der Evangelischen Kirche in Berlin-Brandenburg nach der Wiedervereinigung. Wichern-Verlag Berlin, 2009 (Herausgeber und Autor mehrerer Beiträge).
- Neuanfänge? Die Übergangszeiten in der Evangelischen Kirche in Berlin-Brandenburg nach 1918 und 1945. In: Jahrbuch für Berlin-Brandenburgische Kirchengeschichte 67, 2009, S. 239–257.
- Jüdische Konvertiten im 19. Jahrhundert und die Evangelische Kirche. Dargestellt am Beispiel der Familie Mendelssohn-Bartholdy. In: M. Witte und T. Pilger (Hrsg.): Mazel Tov, Interdisziplinäre Beiträge zum Verhältnis von Christentum und Judentum. FS anlässlich des 50. Geburtstages des Instituts Kirche und Judentum.